# Priapo
Priapo (in greco antico: Πρίαπος?, Príapos) è un dio della mitologia greca e romana, simbolo dell’istinto sessuale e della forza generativa maschile.

## Genealogia
Era figlio di Afrodite e, secondo buona parte delle fonti, di Dioniso. Leggende minori lo vogliono invece figlio di Afrodite e di Ermes, o Ares, o Adone, o Zeus, o Pan.

## Mitologia
Secondo uno scholium alle Argonautiche di Apollonio Rodio, il suo aspetto derivava da una maledizione inflittagli da Era, gelosa perché Paride l'aveva giudicata meno bella di Afrodite. La dea si vendicò su Priapo, di cui Afrodite era incinta, e gli diede un aspetto grottesco, con enormi organi genitali, particolarmente pronunciati nelle dimensioni del pene e del glande, ritenuti nell'antichità l'origine della vita. All'eccezionale dote virile rispondevano però l'impotenza, un aspetto orribile e una certa debolezza mentale.
Priapo, che si vuole proveniente dall'Ellesponto o dalla Propontide, dominava l'istinto, la forza sessuale maschile e la fertilità della natura. Non fu accettato fra gli dèi olimpici poiché tentò, ubriaco, di abusare di Estia e venne espulso. Anche l'asino, simbolo di lussuria, gli ragliò contro per farlo scappare, così da sottolineare quale intento criminoso avesse. Ad espiazione dell'accaduto il dio pretese il sacrificio annuale di un asino. Infatti ogni anno a Priapo veniva sacrificato un asino.

## Culto
Il culto di Priapo risale ai tempi di Alessandro Magno e fu largamente ripreso anche dai Romani, soprattutto collegato ai riti dionisiaci e alle orge dionisiache. Il suo culto era anche fortemente associato al mondo agricolo ed alla protezione delle greggi, dei pesci, delle api, degli orti. Spesso infatti, cippi di forma fallica o erme con in aggiunta simboli fallici nella parte inferiore venivano usati a delimitare gli agri di terra coltivabile. Questa tradizione è continuata nel corso dei secoli ed ha resistito alla moralizzazione medievale ad opera soprattutto del monachesimo. Infatti ancora oggi, possiamo trovare diversi esempi di cippi fallici in Italia, nelle campagne di Sardegna, Puglia (in particolare nella provincia di Lecce) e Basilicata o nelle zone interne di Spagna, Grecia e Macedonia del Nord.
Il suo animale era l'asino, sia a causa dell'importanza che esso aveva nella vita contadina, sia per una sorta di analogia fra il pene di Priapo e quello dell'asino.
Già molto diffuse in Grecia e poi a Roma, le feste in onore di Priapo, definite falloforie, avevano un grande rilievo nel calendario sacro di allora.

## Arte

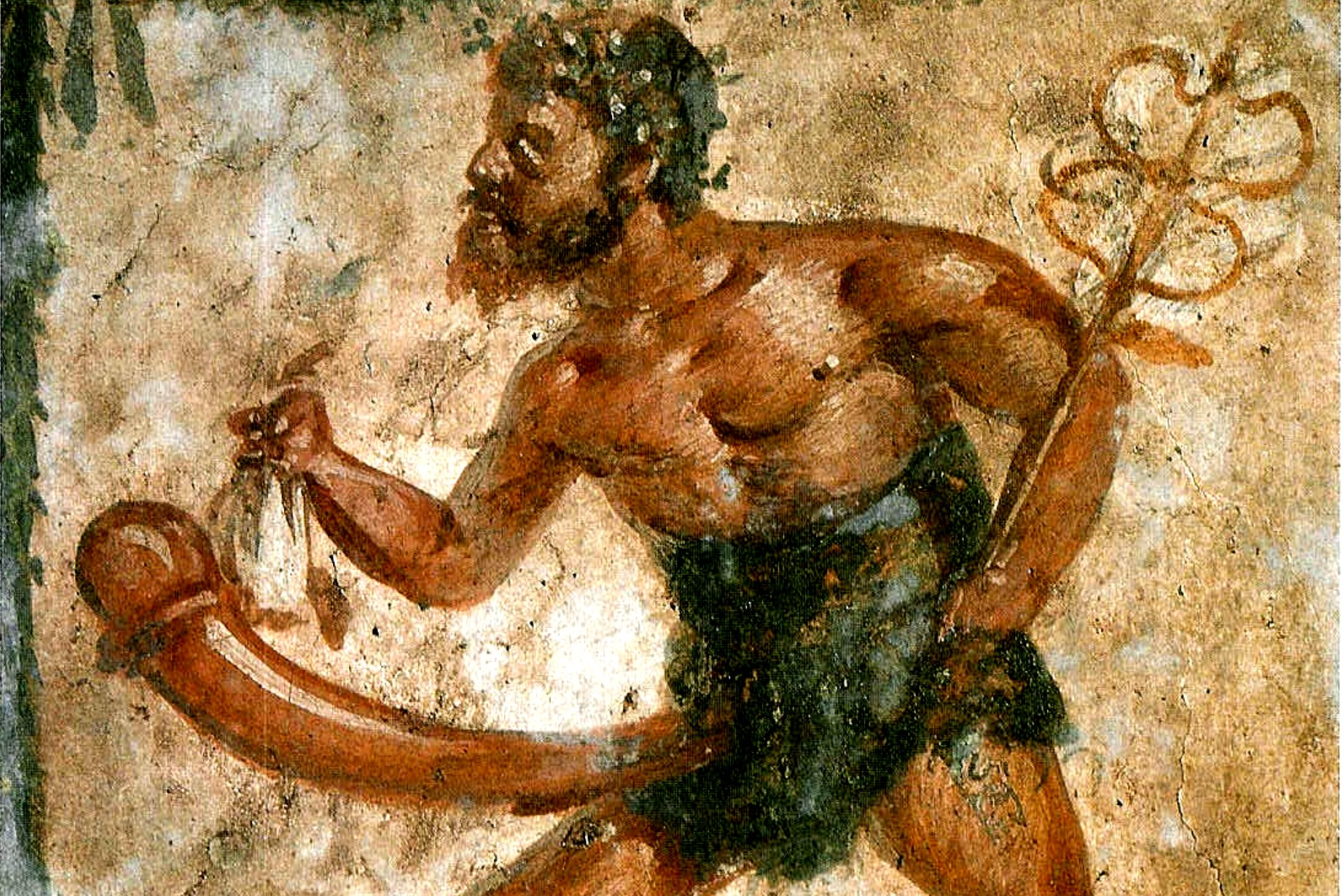
Affresco raffigurante Priapo, Pompei

Nell'arte romana, veniva spesso raffigurato in affreschi e mosaici, generalmente posti anche all'ingresso di ville ed abitazioni patrizie. Il suo enorme membro era infatti considerato un amuleto contro invidia e malocchio (fascinus). Inoltre, il culto del membro virile eretto, nella Roma antica era molto diffuso tra le matrone di estrazione patrizia a propiziare la loro fecondità e capacità di generare la continuità della gens. Per questo, il fallo veniva usato anche come monile da portare al collo o al braccio. Sempre a Roma, le vergini patrizie, prima di contrarre matrimonio, facevano una particolare preghiera a Priapo, affinché rendesse piacevole la loro prima notte di nozze.